# Wytyczno (gromada)
Wytyczno – dawna gromada, czyli najmniejsza jednostka podziału terytorialnego Polskiej Rzeczypospolitej Ludowej w latach 1954–1972.
Gromady, z gromadzkimi radami narodowymi (GRN) jako organami władzy najniższego stopnia na wsi, funkcjonowały od reformy reorganizującej administrację wiejską przeprowadzonej jesienią 1954 do momentu ich zniesienia z dniem 1 stycznia 1973, tym samym wypierając organizację gminną w latach 1954–1972.
Gromadę Wytyczno z siedzibą GRN w Wytycznie utworzono – jako jedną z 8759 gromad na obszarze Polski – w powiecie włodawskim w woj. lubelskim na mocy uchwały nr 17 WRN w Lublinie z dnia 5 października 1954. W skład jednostki weszły obszary dotychczasowych gromad Wytyczno, Wólka Wytycka i Dominiczyn ze zniesionej gminy Wola Wereszczyńska oraz obszary dotychczasowych gromad Lubowierz wieś i Lubowierz kol. ze zniesionej gminy Hańsk w tymże powiecie. Dla gromady ustalono 13 członków gromadzkiej rady narodowej.
1 stycznia 1962 gromadę zniesiono, włączając jej obszar do gromad Brus Stary (wieś Dominiczyn, wieś i kolonię Lubowierz oraz kolonie Helenin i Szelebudy) i Urszulin (wieś Wólka Wytycka, wieś i kolonię Wytyczno oraz kolonię Łowiszów) w tymże powiecie.